# Edison - L'uomo che illuminò il mondo
Edison - L'uomo che illuminò il mondo (The Current War) è un film del 2017 diretto da Alfonso Gomez-Rejon.
Basato sulla vicenda reale della guerra delle correnti, termine con cui si indica la concorrenza commerciale che si sviluppò tra il sistema di illuminazione pubblica a corrente alternata e quello a corrente continua nel XIX secolo, il film ha per protagonisti Benedict Cumberbatch, Michael Shannon e Nicholas Hoult, nei panni, rispettivamente, di Thomas Edison, George Westinghouse e Nikola Tesla.

## Trama
Alla fine del XIX secolo, lo scienziato statunitense Thomas Edison realizza una lampadina elettrica in grado di produrre luce per oltre tredici ore consecutive. Questo gli procura una grande fama e gli dà la possibilità di aprire la sua prima centrale elettrica a New York. Subito nasce l'idea di utilizzare l'invenzione di Edison per illuminare le grandi città nelle ore notturne; il problema è che essa è basata sull'utilizzo della corrente continua, che non consente di coprire grandi distanze. Un altro inventore statunitense, George Westinghouse, diventato famoso per aver ideato e prodotto in serie un sistema di freni ad aria per locomotive, decide di entrare nel mercato dell'elettricità e compra i brevetti per la corrente alternata, cercando successivamente un contatto con Edison per convincerlo a collaborare; questo contatto sfuma diverse volte, in quanto Edison ha un carattere piuttosto ambizioso ed è convinto che la corrente alternata sia pericolosa, in quanto, se è vero che essa consente di coprire distanze maggiori aumentandone la tensione, è vero anche che la tensione più alta può portare a folgorazione in caso di contatti accidentali.
La concorrenza tra Edison e Westinghouse diventa ben presto una vera e propria guerra, la guerra delle correnti. I due imprenditori, con le rispettive filosofie progettuali, si trovano a competere negli appalti per l'illuminazione delle varie città degli Stati Uniti d'America; i brevetti di Westinghouse, coadiuvato da Franklin Leonard Pope, sono più economici ed efficienti, ma Edison ha maggior impatto sull'opinione pubblica, che non dà peso alle imperfezioni dei suoi prodotti, e pertanto, in un primo momento, è lui ad accaparrarsi il maggior numero di appalti. Un giorno, presso la società di Edison, si presenta Nikola Tesla, un giovane scienziato emigrato dall'impero austro-ungarico; Edison lo assume promettendo che lo ricompenserà con 50.000 dollari se porterà brevetti all'azienda. Nonostante la genialità di Tesla procuri a Edison numerosi brevetti, Edison non mantiene la promessa che gli aveva fatto; per questo motivo Tesla si dimette dal suo impiego.
Intanto Mary Stillwell, moglie di Edison, si ammala e muore in breve tempo, lasciandolo solo con i due figli, e questo drammatico evento incupisce l'inventore, portandolo ad adottare una tattica scorretta nei confronti di Westinghouse: per tentare di convincere il pubblico che la corrente alternata sarebbe pericolosa ed andrebbe evitata, Edison inizia a tenere esperimenti in luoghi pubblici in cui utilizza la corrente alternata per uccidere animali in modo rapido ed indolore. A seguito di questi esperimenti, il governo americano chiede con insistenza a Edison l'invenzione di una macchina in grado di rendere più semplici le esecuzioni capitali, ma Edison dichiara pubblicamente di non voler essere coinvolto in tale progetto, poiché ritiene un'invenzione di questo tipo eticamente negativa.
Westinghouse intanto deve affrontare la perdita di Pope, che rimane ucciso durante un esperimento, e tale evento sensibilizza l'opinione pubblica riguardo ai rischi della corrente alternata. A quel punto però gli si presenta Tesla, che, dopo aver abbandonato la società di Edison, ha tentato di fondare una sua azienda ma è stato raggirato da alcuni affaristi senza scrupoli, rimasto al verde, ha successivamente lavorato come scavatore di fossi per gli impianti Edison. Westinghouse gli offre uno stipendio notevole e ne promuove le invenzioni. Edison intanto continua la sua campagna di discredito mentre in realtà collabora, in segreto, con il governo americano alla progettazione della sedia elettrica, arrivando perfino a supportarla (sempre allo scopo di fare propaganda contro i pericoli della corrente alternata) durante il processo a William Kemmler, uxoricida condannato alla pena capitale, che diverrà il primo criminale a essere giustiziato con tale metodo. Successivamente, tuttavia, un investigatore privato fa emergere le prove del coinvolgimento di Edison nelle scelte del governo, mettendo in luce la sua vera posizione: egli ritiene in realtà che morire sulla sedia elettrica sia tutt'altro che indolore e che il metodo sia ancora da perfezionare. Questo viene confermato dall'esecuzione di Kemmler, che, davanti al pubblico intervenuto, muore solo dopo ben tre scariche elettriche, tra atroci sofferenze.
La strategia di Edison gli si rivolta contro: la sua stessa azienda lo estromette dal consiglio di amministrazione e Westinghouse lo supera abbondantemente nel numero di città illuminate con il proprio sistema elettrico, anche grazie alle intuizioni di Tesla. La resa dei conti si verifica con la scelta di quale dei due uomini dovrà fornire il sistema per illuminare la Fiera Internazionale di Chicago del 1893: Edison presenta un progetto basato sulla corrente continua, molto costoso, e basa la sua presentazione unicamente sul discredito di Westinghouse e sul dire che ritiene pericoloso il progetto del rivale, mentre Westinghouse dice unicamente che il suo sistema è molto più economico di quello di Edison, e questo porta il governo a sceglierlo.
Durante la fiera i due rivali si incontrano e discutono di quanto è successo, con Westinghouse che non manifesta rancore e si dichiara ancora aperto a una collaborazione con Edison, il quale però ancora una volta rifiuta, rivelando di essere al lavoro su una nuova invenzione che lo libererà per sempre dal legame tra il suo nome e l'elettricità: Edison infatti brevetterà il kinetoscopio, con il quale darà il via alla cinematografia e finirà per mettere in ombra sia Westinghouse che Tesla.

## Produzione
Il 24 settembre 2015, Benedict Cumberbatch e Jake Gyllenhaal erano in trattative per interpretare Thomas Edison e George Westinghouse. Il 29 settembre 2016, Michael Shannon è stato scelto come Westinghouse e il 4 ottobre Nicholas Hoult come Nikola Tesla. Nel novembre 2016, Katherine Waterston e Tom Holland si sono uniti al cast. Il mese seguente sono entrati nel cast anche Tuppence Middleton e Matthew Macfadyen.
Le riprese del film sono iniziate il 18 dicembre 2016 a Londra.
Dopo la chiusura della The Weinstein Company, successiva al caso Harvey Weinstein, i diritti di distribuzione del film sono stati acquistati dalla 101 Studios.

## Promozione
Il primo trailer del film viene diffuso il 7 settembre 2017.

## Distribuzione
Il film è stato presentato al Toronto International Film Festival il 9 settembre 2017.
A causa del caso Harvey Weinstein, viene distribuito con due anni di ritardo: nelle sale cinematografiche italiane dal 18 luglio 2019 e negli Stati Uniti dal 4 ottobre 2019 in distribuzione limitata per poi espandersi in tutta la nazione dal weekend successivo.

## Director's Cut
Il regista Gomez-Rejon fu costretto ad accettare la versione finale del film fatta da Harvey Weinstein, ma grazie ad una clausola contrattuale che prevedeva che la decisione finale sul film spettasse a Martin Scorsese, riuscì a portare alla luce la sua versione nelle sale cinematografiche statunitensi, la Director's Cut, che ha previsto la modifica della colonna sonora, del montaggio e alcune scene aggiuntive, al costo di un milione di dollari.